# Otto Sens
Wilhelm Otto Sens (* 14. April 1898 in Dessau; † 7. April 1970 in Hannover) war ein deutscher Gestapobeamter, SS-Führer und Leiter des Einsatzkommandos 1 der Einsatzgruppe II in Polen.

## Leben
Sens nahm nach dem Schulbesuch am Ersten Weltkrieg als Angehöriger der Kaiserlichen Marine teil. Nach Kriegsende trat er der III. Marine-Brigade (Von Loewenfeld) bei und war an den Kämpfen in Oberschlesien und dem Ruhrgebiet beteiligt. Nach dem gescheiterten Kapp-Putsch führte er das elterliche Geschäft in Dessau.
Zum 1. August 1930 trat er der NSDAP (Mitgliedsnummer 278.102) und 1931 der SS (SS-Nr. 23.662) bei. In der SS wurde Sens im April 1944 zum SS-Standartenführer befördert.
Nach der Machtübertragung an die NSDAP wurde er im Februar 1934 Leiter der Anhaltischen Politischen Polizei, aus der die Staatspolizeistelle Dessau entstand.
Nach Beginn des Zweiten Weltkrieges war Sens Führer des Einsatzkommandos 1 der Einsatzgruppe II, die bis November 1939 polnische Intellektuelle und Juden ermordete.
Danach war er dem Befehlshaber der Sicherheitspolizei und des SD (BdS) in Krakau für das gesamte Generalgouvernement unterstellt. Von Oktober 1940 bis Mitte 1941 leitete Sens die Staatspolizeistelle Kattowitz. Anschließend leitete er die Staatspolizeistelle Koblenz.
Nach Kriegsende lebte Sens in Hannover.  Er wurde juristisch nicht belangt.